# Super Prestige Pernod
Die „Super Prestige Pernod“-Wertung war ein Jahresklassement im Profi-Straßenradsport, das von 1958 bis 1987 bestand, um die vielseitigsten und insgesamt erfolgreichsten Radrennfahrer zu küren. In die Wertung gingen die wichtigsten Eintagesrennen und Rundfahrten der Radsportsaison mit (je nach ihrer Bedeutung) unterschiedlichen Punktzahlen ein. Sponsor der Wertung war die französische Pastismarke Pernod. Im ersten Jahr der Wertung wurden nur französische Fahrer berücksichtigt.
Die Super Prestige Pernod wurde 1958 offiziell eingeführt und setzte damit eine ähnliche Jahreswertung, die sogenannte Challenge Desgrange-Colombo, fort. Diese war, von 1948 bis 1958 ausgetragen, nach Streitigkeiten zwischen den französischen und italienischen Organisatoren jedoch eingestellt worden.
Ende der 1980er Jahre wurde in Frankreich ein Verbot des Sportsponsoring durch Alkohol-Marken verabschiedet. Unter diese Regelung fiel auch die Super Prestige Pernod-Wertung, die dann nach der Saison 1987 abgeschafft wurde. Parallel hatte sich seit 1984 die UCI-Weltrangliste als allgemeiner Index für die Einordnung der Radsportler durchgesetzt. 1989 wurde zusätzlich der Rad-Weltcup eingeführt, eine Serie der zehn wichtigsten Eintagesrennen des Jahres.
Die Super Prestige Pernod-Wertung wurde naturgemäß von den besten Radsportlern ihrer jeweiligen Generation dominiert: Eddy Merckx gewann das Jahresklassement – eine beeindruckende Demonstration der „Ära Merckx“ – insgesamt siebenmal in Folge von 1969 und 1975. Die Franzosen Jacques Anquetil und Bernard Hinault siegten je viermal. In den letzten Jahren der Wertung dominierten zwei Iren: Sean Kelly gewann von 1984 bis 1986, Stephen Roche die letzte Wertung 1987.
Eine Wertung für Frauen wurde 1985 eingeführt und dann dreimal von Jeannie Longo gewonnen.

## Siegerliste
| Jahr | Sieger              | Zweiter             | Dritter                     |
| ---- | ------------------- | ------------------- | --------------------------- |
| 1958 | Jean Forestier      | Jacques Anquetil    | Jacques Dupont              |
| 1959 | Henry Anglade       | Roger Rivière       | Rik Van Looy                |
| 1960 | Jean Graczyk        | Pino Cerami         | Gastone Nencini             |
| 1961 | Jacques Anquetil    | Raymond Poulidor    | Rik Van Looy                |
| 1962 | Jo de Roo           | Jef Planckaert      | Emile Daems                 |
| 1963 | Jacques Anquetil    | Tom Simpson         | Raymond Poulidor            |
| 1964 | Raymond Poulidor    | Jan Janssen         | Jacques Anquetil            |
| 1965 | Jacques Anquetil    | Tom Simpson         | Edouard Sels                |
| 1966 | Jacques Anquetil    | Felice Gimondi      | Raymond Poulidor            |
| 1967 | Jan Janssen         | Eddy Merckx         | Felice Gimondi              |
| 1968 | Herman Van Springel | Felice Gimondi      | Jan Janssen                 |
| 1969 | Eddy Merckx         | Felice Gimondi      | Raymond Poulidor            |
| 1970 | Eddy Merckx         | Herman Van Springel | Luis Ocaña Pernía           |
| 1971 | Eddy Merckx         | Luis Ocaña Pernía   | Joop Zoetemelk              |
| 1972 | Eddy Merckx         | Raymond Poulidor    | Cyrille Guimard             |
| 1973 | Eddy Merckx         | Luis Ocaña Pernía   | Felice Gimondi              |
| 1974 | Eddy Merckx         | Roger De Vlaeminck  | Frans Verbeeck              |
| 1975 | Eddy Merckx         | Roger De Vlaeminck  | Francesco Moser             |
| 1976 | Freddy Maertens     | Francesco Moser     | Joop Zoetemelk              |
| 1977 | Freddy Maertens     | Roger De Vlaeminck  | Bernard Hinault             |
| 1978 | Francesco Moser     | Bernard Hinault     | Joop Zoetemelk              |
| 1979 | Bernard Hinault     | Giuseppe Saronni    | Joop Zoetemelk              |
| 1980 | Bernard Hinault     | Alfons De Wolf      | Francesco Moser             |
| 1981 | Bernard Hinault     | Roger De Vlaeminck  | Jan Raas                    |
| 1982 | Bernard Hinault     | Giuseppe Saronni    | Silvano Contini             |
| 1983 | Greg LeMond         | Sean Kelly          | Giuseppe Saronni / Jan Raas |
| 1984 | Sean Kelly          | Bernard Hinault     | Phil Anderson               |
| 1985 | Sean Kelly          | Phil Anderson       | Greg LeMond                 |
| 1986 | Sean Kelly          | Greg LeMond         | Claude Criquielion          |
| 1987 | Stephen Roche       | Sean Kelly          | Claude Criquielion          |

### Super-Prestige Pernod Frauen
| Jahr | Siegerin      |
| ---- | ------------- |
| 1985 | Jeannie Longo |
| 1986 | Jeannie Longo |
| 1987 | Jeannie Longo |